# 奈良県立国際中学校・高等学校
奈良県立国際中学校・高等学校（ならけんりつ こくさいちゅうがっこう・こうとうがっこう、英: Nara Prefectural Kokusai Junior & Senior High School）は、奈良県奈良市二名町に所在し、中高一貫教育を実施する併設型の県立中学校・高等学校。略称は国際中高。

## 概要
奈良市内に所在していた奈良県立平城高等学校、奈良県立西の京高等学校、および奈良県立登美ケ丘高等学校の3校を2校に再編する際、奈良県立国際高等学校として新設開校した。
校地は、登美高の校地を引継ぎ、使用している。
2021年度より、文部科学省のワールド・ワイド・ラーニング（WWL）コンソーシアム構築支援事業のカリキュラム開発拠点校に指定されている。
2023年3月、併設の奈良県立国際中学校は国際バカロレア中等教育プログラム（IB MYP）の候補校となり、翌2024年5月には、国際高が国際バカロレア・ディプロマ・プログラム（IB DP）の候補校となった。

### Mission（本校の使命）

#### 国際高等学校
以下の４つを学校設立のMission としている。
- 多様な人々との積極的なコミュニケーションを通して、グローバルな視点でものごとを捉え、国際社会の平和と発展に貢献する資質・能力を育成する。
- 強い探究心と主体性をもって、国際社会で新たな価値を創造していく自律した態度を育成する。
- 国際社会で求められる自他を尊重する精神と豊かな感性を育成する。
- 健やかな心身により、国際社会で活躍するための旺盛な行動力を育成する[9]。

#### 国際中学校
- 社会で起こっていることに目を向けて、色々な人と一緒に取り組む生徒を育てます。
- 「なぜ？」を大切にして、自ら進んで学び、考え、表現する力をもつ生徒を育てます。
- 文化や考えの違いを楽しみ、自分やまわりの人を大切にしながらつながる生徒を育てます。
- 健やかな心と体で、失敗を恐れず、チャレンジする生徒を育てます。[10]

### School Policy（教育方針）

#### Admission Policy（入学者の受け入れに関する方針）
以下のような生徒を積極的に受け入れる。

#### 国際高等学校
- 本校の使命や育成を目指す資質・能力を理解し、教育課程全般に前向きに取り組むことができる生徒
- 中学校段階で求められる基礎的な学力を身に付けている生徒
- 多様な人々とのコミュニケーションに意欲的に取り組む生徒
- 国際社会の平和と発展に貢献する意欲をもつ生徒[9]

#### 国際中学校
- 社会で起きていることに興味・関心をもち、知識を使って豊かな思考や表現ができる生徒
- 思いやりの心をもち、他の人との対話を楽しむことができる生徒
- 何事にも粘り強く取り組み、目標をもって学び続けようとしている生徒[10]

#### Curriculum Policy（教育課程の編成及び実施に関する方針）
Mission実現のため、以下の教育を行う。

#### 国際高等学校
- ICTの活用により個別最適な学びを目指す。
- 探究活動をはじめとするあらゆる教育活動で協働的な学びを推進する。
- 学校設定教科「国際教養」を中心においた系統的総合的な教育課程を編成する。
- 社会に開かれた教育課程の実現に向けて学校全体でカリキュラムマネジメントを徹底する。
- 「世界とつながる高校。」をテーマにグローバル教育を推進する[9]。

#### 国際中学校
- 国際バカロレアミドルイヤーズプログラムの試行実施を行う。
- ICTの活用により個別最適な学びを目指す。
- 社会とつながる探究活動を推進する。
- 「世界とつながる学校。」をテーマにグローバル教育を推進する[10]。

#### Graduation Policy（育成を目指す資質・能 力に関する方針）
卒業までに、以下の資質・能力の育成を目指す。

#### 国際高等学校
- 社会の様々な課題について、探究心をもって課題を発見し、解決に導く。(探究力)
- 自分の考えや常識にとらわれず、創造的に考え、新たなアイデアを生み出す。(創造力)
- 文化や言語の違いを超えて、協力・協働しながら互いに高め合う。(協働力) * 文化や考えの違う他者の意見や存在を、社会をよりよくしていくための重要なものとして受け入れ共に高めようとする。(寛容さ)
- 課題について、失敗を糧にしながら意欲的に解決に向かう。(挑戦力、レジリエンス)
- 希望する進路に向けて、課題を把握し、解決のために行動を起こす。(キャリアデザイン力)[9]

#### 国際中学校
（6つの力と10の学習者像）
- 知識を活用し探究する（探究力）
- 批判的・創造的に考える（創造力）
- コミュニケーションを大切に協力し合う（協働力）
- 他人を思いやり、心を開く（寛容さ）
- 信念と決断力をもって挑戦する（挑戦力）
- 自分の考えや経験を振り返る（キャリアデザイン力）
- 心と体のバランスを大切にする[10]

## 沿革

### 略歴
2020年度から2022年度まで続けて、パナソニック教育財団より実践研究助成を受けていた。
2022年3月の奈良県立平城高等学校と奈良県立登美ケ丘高等学校の閉校、翌2023年3月には奈良県立西の京高等学校の閉校に伴い、もう一つの新設校である奈良県立大学附属高等学校と共に、3校の再編を完了した。

### 年表
- 2018年
  - 3月8日 - 奈良県教育委員会において、同日開催の平成29年度第7回臨時会議で『県立高等学校適正化推進方針（案）』を可決し、グローバル人材の育成に特化した学科の新設が方針として定まる[14][注釈 1]。
  - 6月8日 - 『県立高等学校適正化実施計画（案）』が同日開催の平成30年度第1回奈良県総合教育会議において報告された後、記者発表のうえホームページで公表され、「（仮称）県立国際高等学校」の名称が公となる[17][18]。
  - 7月3日 - 教育委員会における6月14日開催の第4回定例会議での承認を経て[18]、6月18日に奈良県議会に提出された県立高等学校適正化実施計画の策定について県議会において可決[19][20]。
  - 10月5日 - 県立高等学校適正化実施計画策定（奈良県教育委員会）[5][注釈 2]。同日、奈良県議会で奈良県立高等学校等設置条例の改正を可決[22]。
- 2019年
  - 8月1日 - 国連世界観光機関（UNWTO）駐日事務所と連携協力に関する協定を締結[注釈 3][23]。
  - 9月28日 - 校章を発表[24]。同年5月17日から7月19日にかけて全国対象に公募したデザインによるもの[25]（#校章の記事も参照）。
- 2020年 [注釈 4]
  - 4月1日 - 奈良県立国際高等学校が設置され[2]、奈良県立登美ケ丘高等学校の校地に開校。ガー・レイノルズが名誉校長に就任（日付不詳）[29][30]。
  - 4月9日 - 高等学校開校式並びに第1回入学式挙行（1期生168人出席）[31][32]。
  - 11月15日 - 国際教養大学と教育連携に関する協定を締結[注釈 3][33]。
- 2021年
  - 3月31日 - 文部科学省WWLコンソーシアム構築支援事業のカリキュラム開発拠点校に決定[34][6]。
  - 11月22日 - 大阪府立大学[注釈 5]と教育活動の連携に関する協定を締結[注釈 3][36]。
- 2022年
  - 1月 - 1期生スタディツアー[注釈 6]。
  - 3月 - 校歌を制定[39]。
  - 3月23日 - 同志社女子大学と教育連携協定を締結[40]。
- 2023年
  - 3月1日 - 高等学校第1回卒業式挙行（1期生158人出席）[41]。
  - 3月5日 - 国際バカロレアミドルイヤーズプログラム候補校に認定[7]。
  - 4月1日 - 併設の奈良県立国際中学校が開校。奈良県内3校目の公立中高一貫校となる。併設の国際高等学校の募集定員を73人（2クラス）削減し、117人[42]に変更。
  - 4月12日 - 中学校開校式並びに第1回入学式挙行、1期生71人（2クラス）が出席[43][44]。
- 2024年5月28日 - 国際バカロレア・ディプロマ・プログラム候補校に認定[8]。

## 基礎データ

### 所在地
- 奈良県奈良市二名町1944番地の12

### 通学区域
- 奈良県内全域

### アクセス
- 奈良交通
  - 「県立国際高校」停留所より東へ約100m（徒歩約2分）
  - 「中登美ヶ丘4丁目」停留所より西へ約400m（徒歩約5分）
- 近鉄けいはんな線「学研奈良登美ヶ丘駅」より南西へ約1.4km（徒歩18分）

### 象徴

#### 校章
2019年に校章のデザインを公募。224作品の応募があり、県立国際高等学校検討協議会等での意見聴取を経て決定。
校章の意味は、奈良のシンボルとも言える鹿を中央に配置し、その角をオリーブの木の枝で表現。「ハト」と同様平和の象徴とされているオリーブの木の枝の角は、国際社会の平和と発展に貢献する生徒像を表す。また、角の上に地球を配置することで、国際高校の生徒に奈良から世界へ羽ばたいて活躍してほしいというメッセージを込める。

#### 校歌
2023年2月に完成。歌詞は3番まであり、3番共に校名の「国際」が登場する。

#### 制服
冬服
- 指定の紺色ブレザー型上着
- 指定のズボンまたはスカート - サックスブルーを使用したチェック柄
- 指定の白無地長袖カッターシャツ
- 指定のネクタイまたはリボン - ネイビーのチェック柄

夏服
- 指定のズボンまたはスカート
- 指定の半袖プルオーバーシャツ - ネイビー

## 設置する課程、学科及び定員
- 全日制課程

国際に関する学科
- 国際科

- 国際科plusグループ - 96名（募集人員32名：特色選抜）
- 国際科グループ - 240名（募集人員80名：特色選抜；2021年度より生徒募集開始）
- 帰国生徒等 - 15名（募集人員5名：帰国生徒等特例選抜）

過去に募集されていた学科（グループ）
- 国際科グループ（募集人員120名：一般選抜；2020年度のみ生徒募集）

### 国際中学校
併設の国際高等学校へ入学者選抜無しに進学することができる。
- 140名（募集人員70名：入学者選抜；2023年度より生徒募集開始）
- 10名（募集人員5名：国際選抜；2023年度より生徒募集開始）

### 募集学科（グループ）
開設年度の2020度入学者選抜において、国際科は、特色選抜で募集するグループを「国際科plus」、一般選抜で募集するグループを「国際科」とし、２つのグループに分けて募集し、グループ毎にクラスを編成したが、募集人員を充足出来ず、二次募集が実施された。
最終的に20名の定員割れが生じたため、翌2021年度より選抜方法別ではなく特色別に２つのグループに分けて特色選抜のみで募集を開始した。

#### 国際科plus
国際交流や異文化理解に興味・関心をもち、多様な人々とのコミュニケーションに意欲的に取り組む生徒を募集する。この学科（グループ）からは海外大学への進学も目指すことが可能。海外大学進学に対応した学校設定科目「EAP（English for Academic Purposes）」を設けている。また、入学と同時に受け入れる6名の留学生は、国際科plusのクラスで学ぶ。

#### 国際科
地球規模の諸課題に興味・関心をもち、国際社会の平和と発展に貢献するために意欲的に課題解決に取り組む生徒を募集する。留学生と同じクラスで学べないが、部活動や一部の授業での交流は可能。

## 教育活動

### 国際バカロレア
国際バカロレア中等教育プログラム（IB MYP）については2025年度の認定、高等学校における同ディプロマプログラム（IB DP）については2026年度の認定を目指しており、国際中学校2023年度入学生（高等学校7期生）が高等学校第2学年に進級する、2027年にはIB DPを導入することを検討している。
国際バカロレア資格（フルディプロマ）を得る生徒が卒業するのは、最短でも高等学校開校より9年後の2029年3月の見込みで、開校の3年後にフルディプロマの卒業生を出した水都国際や、同じく6年後に出す予定の高知国際、広島叡智学園といった、同時期に開校した他県の公立国際高校と比較すると、フルディプロマの卒業生を出すのに、3年から6年以上多くの時間を要する見込みである。
上記の3校については、いずれも高等学校1期生の一部または全員からIB DPが実施されているが、奈良県立国際高等学校については、高等学校7期生（2026年度入学生）以降の一部（1クラス程度）からの実施を目指す。1期生からIB DPプログラムが実施されるまでの数年間については、EAP（English for Academic Purposes）、ワールドヒストリー探究、イマージョン理数といった海外大学進学に対応した専門教科授業を含む、国際バカロレアとは別個で独自の教育課程
が実施される。

## 中高関係者と組織

### 中高関係者組織
- 奈良県立国際中学校・高等学校育友会「All Kokusai Support (AKS)」 - 生徒保護者による保護者会組織で、会員は入会金及び年会費を納入する。
- 奈良県高等学校PTA協議会 - 奈良県立教育研究所内に事務局を置くPTA協議会。奈良県立国際中学校・高等学校育友会の会員をもって会員とし、会員は単位PTA分担金として会費を納入する。